# Sùng bái Tồn tại tối cao

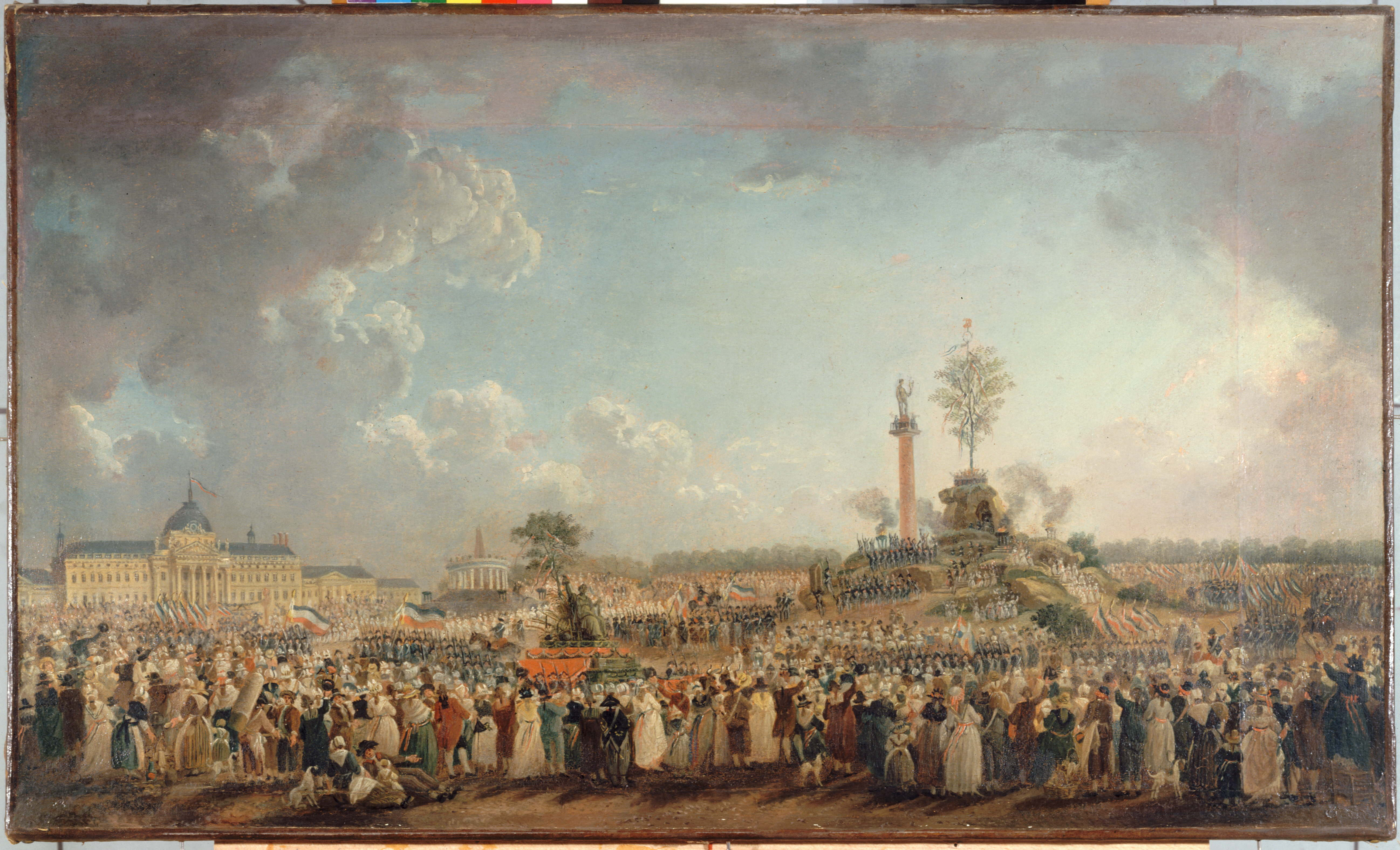
La fête de l'Être Suprême, au Champ-de-Mars [Lễ thờ Tồn tại tối cao ở Champ-de-Mars] (1794) bởi Pierre-Antoine Demachy, Bảo tàng Carnavalet.

Sùng bái Chủ tể Tối cao (tiếng Pháp: Culte de l'Être suprême) là một tín ngưỡng tôn giáo dân sự được thiết lập ở Pháp đầu những năm 1790, khi cuộc Cách mạng Pháp nổ ra. Theo sắc lệnh ngày 18 tháng Hoa năm II, Sùng bái Chủ tể Tối cao là một loạt những ngày lễ liên hoan nhằm nhắc nhở nhân dân rằng họ chính là chủ nhân của đất nước mình.